# Type 096
Os submarinos Type 096 (codinome OTAN: classe Tang) é um submarino de mísseis balísticos nucleares (SSBN) de terceira geração movido a energia nuclear atualmente em desenvolvimento pela Marinha do Exército de Libertação Popular da China. Espera-se que o submarino comece a ser construído no início da década de 2020 e seja armado com o JL-3 SLBM.
Uma análise recente deduziu que a China está avançada para concluir o Type 096 e torná-lo operacional antes do final da década.

## Especificações e detalhes
Os submarinos Type 096 serão comparados aos mais modernos submarinos russos em termos de descrição, sensores e armamento. As capacidades do Type 096 são consideradas um avanço significativo em relação aos seus antecessores, o que poderia alterar o equilíbrio de poder na região do Indo-Pacífico. Em novembro de 2023, imagens de satélite do estaleiro de Huludao revelaram seções do casco de pressão de um grande submarino, que provavelmente é o Type 096 em fase inicial de construção. Este novo submarino também é especulado como sendo significativamente maior do que o antigo Type 094 e adota um design semelhante ao dos submarinos russos, incluindo um sistema de suporte interno montado em suportes de borracha complexos, que ajuda a reduzir o ruído dos motores.
Estima-se que os submarinos Type 096 terão um deslocamento de 20 mil toneladas, com comprimento de 150 metros e boca de 20 metros. Eles serão equipados com 6 tubos de torpedo de 533 mm e 24 silos para mísseis JL-3. Esses mísseis têm um alcance estimado entre 7.000 e 16.000 km e podem ser armados com até 10 ogivas nucleares independentes e múltiplas, cada uma com potência de até 150 kT. O submarino deverá atingir uma velocidade máxima de 32 nós (59 km/h).